# 毒药树
毒药树（学名：Sladenia celastrifolia），为猕猴桃科毒药树属下的一个植物种。